# Função inteira
Em matemática, sobretudo na análise complexa, uma função é dita função inteira se for uma funçao  holomorfa definida no corpo dos  complexos.  Os polinômios e a  exponencial complexa ou imaginaria são exemplos de funções inteiras .
Um resultado importante sobre funções inteiras é o teorema de Liouville, que afirma que as únicas funções inteiras limitadas são as constantes. Outro é o pequeno teorema de Picard, que afirma que a imagem de uma função inteira não constante ou é C ou é C \ {\displaystyle \{z\}}, para algum {\displaystyle z} ∈ C.
Dizer que uma função é inteira é o mesmo que dizer que uma função é analítica em todo o plano complexo 